# Tatev
Tatevski samostan (arm. Տաթեւի Վանք) je srednjovjekovni samostan iz 9. stoljeća koji se nalazi na jugoistoku Armenije u provinciji Sjunik kod grada Gorisa. Samostan se nalazi visoravani, na rubu dubokoga klanca rijeke Vorotan (hrv. grmovita). Ograđen je širokim zidovima, ima kule i široka vrata. Bio je središte duhovnoga i kulturnoga života tadašnje srednjovjekovne Armenije.

## Korjenoslovlje
Postoji nekoliko predaja o nazivu Tatev. Jedna od njih govori da je samostan nazvan po učeniku svetoga apostola Jude Tadeja Eustateusu ili Stateusu koji je propovijedao kršćanstvo po tom dijelu Armenije gdje je pogubljen mučenički. Prema drugoj pučkoj predaji, arhitekt, nakon što je završio gradnju crkve i podigao križ na kupolu, uzeo je dvije daske i rekao: "Duh Sveti dao mi je krilo". Nakon toga su se daske pretvorile u krilo i arhitekt je poletio. Armenski "ta tev" znači "dao mi je krilo".

## Povijest
Samostan je gradio između 895. – 906. sjunitski knez Ašot i njegova žena Šušan, a također i knez Gegarkunik Grgur Supan II. i knez Balkan Dzagik. Već je početkom 11. stoljeća u samostanu živjelo iznad tisuću redovnika, te različitih majstora i obrtnika. Tijekom Seldžučkih najezda, Tatevski samostan je doživio nekoliko velikih stradanja u 12. st., Tamerlanovih napada između 1381. – 1387. i perzijskih (šaha Šakruha) u 15. i u 18. stoljeću, te potresa u 12. (1136.) i 20. (1931.) stoljeću.
Samostan su osvajači stalno orobljavali, spaljujući desetke tisuća vrijednih spisa, tvarnih i crkvenih dobara. Seldžuci su 1170. spalili desetak tisuća rukopisa i razorili većinu samostanskih građevina. Samostan je čuvao 9 800 svetih relikvija, uključujući i vlas Bogorodice. U vrijeme vladavine dinastije Orbeljan u 14. stoljeću započelo je s radom poznato Tatevsko sveučilište.

## Samostanske crkve
U samostanom sklopu nalaze se četiri crkve: sv. Pogosa i Petrosa (sv. Pavla i Petra), crkva sv. Grgura Prosvjetitelja i crkvica Astvacacin (Bogorodičina crkva).
Crkva sv. Pogosa i Petrosa je izgrađena u 10. stoljeću (895. – 906.) na mjestu stare crkvice sv. Hač (hrv. križ). Na zapadnom zidu crkve nalazi se hačkar (hrv. kameni križ) koji sliči stećcima u Dalmaciji, Hercegovini, Sandžaku i Crnoj Gori.
Hačkar je podigao biskup Hovanes i govori posjetiteljima o povijesti stvaranja crkve. Crkva je izgrađena 848. u doba vladanja biskupa (mitropolita) Davida. Unutarnji zidovi crkve su bili nekad ukrašeni freskama. Strani majstori freski dovedeni su u Tatev iz Konstantinopolja 903. Sučelice crkve nalazi se grobnica sv. Grgura Tatevacija.
Crkva sv. Grgura Prosvjetitelja se nalazi uz južni zid crkve sv. Pogosa i Petrosa i izgrađena je između 836 i 848. god. uz veliku financijsku potporu kneza Filipa Sjuniškoga. Knez je darovao samostanu selo Tatev. Samostan je imao u okolici Sjunika nekoliko sela.
U čast Svetog Trojstva, 904. izgrađen je Gavazan (hrv. stup) koji predstavlja viseći stup, visok je 8 metara, a na njegovu vrhu stoji hačkar (kameni križ). Stup je izgrađen na načelu brenceta (klepca) i služio je kao poseban seizmograf. Seizmički valovi, a štoviše i dodir ruke, pomiču stup iz njegove ravnoteže, uzrokujući njegovo zibanje. Zibanje brenceta upozoravalo je samostansko pučanstvo o približavanju neprijateljske vojske i mogućega potresa. To je jedini crkveni spomenik koji je neoštećen preživio sve najezde i potrese.
Astvatcinska crkva izgrađena je 1087.u vrijeme biskupa (mitropolita) Grgura.

## Tatevsko sveučilište
Armenski filozof i pedagog Ovanes Voroteci (1315. – 1388.) 1345. utemljio je u samostanu Tatevsko sveučilište. Nakon njegove smrti Sveučilište je vodio njegov učenik Grgur Tatevaci (1346. – 1409.). U Sveučilištu je studiralo od 100 do 300 učenika, a izobrazba je trajala 7 - 8 godina. Tatevsko sveučilište je pripremalo vjeroučitelje, propovjednike, pedagoge, glazbenike i strukovnjake na polju znanosti i umjetnosti. Sveučilište se je sastajalo od tri odjela.
Na prvom odjelu osim studiranja Svetoga pisma i djela Crkvenih otaca proučavni su spisi starogrčkih filozofa te starogrčki jezik. Tu spadaju djela Aristotela, Filona Aleksandrijskoga, Platona, Porfirija iz Tira, Zenona i dr. Na sveučilištu osim bogoslovnih i mudroslovnih znanosti izučavali su računstvo, zvjezdoznanstvo, anatomiju, zemljopis, medicinu, kemiju i druge predmete. Izučavali su također armenski i strane jezike, pravopis, povijest, književnost, pjesništvo, besjedništvo i propovjednu vještinu.
Na drugom odjelu proučavane su različite vrste slikarstva. Studenti su učili slikati portrete i krajolike, izučavali su sitnoslikarsku (minijaturnu) vještinu, zidno slikarstvo, a također i vještinu prepisivanja i opremanja knjiga. Omiljeni predmet učenika bio je krasopis. Na trećem sveučilišnom odjelu podučavala se glazba i crkveno pjevanje. Zahvaljujući sv. Tatevaciju, Sveulište je postalo značajno središte svearmenskoga duhovnoga, kulturnoga i znanstvenoga života.